# Royal Gigolos
Royal Gigolos (рус. Королевские жиголо) — немецкая тек-хаус группа.
Певцы и ди-джеи Мелани, Джей и Тайсон встретились в 2003 году и обнаружили общий интерес к классической песне «California Dreamin'» от The Mamas and the Papas, которая была выпущена в 2004 году. Песня стала номером один в более чем 20 странах и занимала высокие позиции в мировых чартах. Их второй сингл «No Milk Today» также имел успех в танцевальных чартах по всему миру. Третий сингл «Self Control / Somebody’s Watching Me» достиг позиций в европейских хит-парадах. Royal Gigolos также успешно работали над ремиксами для различных проектов, включая Milk & Sugar.

## Дискография

### Альбомы
- Musique Deluxe (2004)
- From California to My Heart (2006)

### Синглы
- California Dreamin’ (2004)
- No Milk Today (2004)
- Self Control / Somebody’s Watching Me (2005)
- Tell It to My Heart (2007)
- Girls Just Wanna Dance (2007)
- Get the Party Started (2009)